# Губарев, Василий Васильевич
Василий Васильевич Губарев (?—1847) — генерал-майор, участник Кавказских походов.
Происходил из дворян Кобелякского уезда Полтавской губернии. Его братья: Яков (капитан, умер в 1829 году) и Илларион (полковник).
В военную службу вступил в 1815 году подпрапорщиком в Полтавский пехотный полк. В 1819 году произведён в прапорщики, а в 1823 году — в поручики.
С 1827 года был адъютантом командира 5-го пехотного корпуса генералу от инфантерии Л. О. Рота и состоя на этой должности принял участие в русско-турецкой войне. Отличился в сражениях под Шумлой и Кулевчи, взятии городов Месемврии, Ахиоло, Бургаса, Сливно и Адрианополя. За боевые отличия во время этой кампании был произведён в капитаны и 5 октября 1829 года награждён золотой шпагой с надписью «За храбрость».
В 1831 году Губарев принял участие в подавлении восстания в Польше. 30 июля 1831 года переведён в лейб-гвардии Павловский полк. 22 апреля 1834 года произведён в подполковники и переведён в Ряжский пехотный полк, однако к полку не прибыл, поскольку получил новое назначение в Образцовый пехотный полк. В 1835 году прикомандирован к лейб-гвардии Измайловскому полку, а 14 декабря 1836 года получил в командование Виленский егерский полк. С этим полком воевал против горцев на Северном Кавказе, прикрывал работы по постройке укреплений Черноморской береговой линии и неоднократно бывал в перестрелках с горцами.
8 сентября 1843 года произведён в генерал-майоры, 23 октября (4 ноября) 1845 года назначен командиром 2-й бригады 19-й пехотной дивизии.
Скончался в 1847 году, из списков исключён 28 августа.
Среди прочих наград Губарев имел следующие:
- Орден Святого Владимира 4-й степени с бантом (1829 год)
- Золотая шпага с надписью «За храбрость» (1829 год)
- Орден Святого Георгия IV класса, за беспорочную выслугу 25 лет в офицерских чинах (29 ноября 1837 года, № 5534 по кавалерскому списку Григоровича — Степанова)
- Орден Святой Анны 2-й степени (1837 год)
- Польский знак отличия за военное достоинство 4-й степени (1839 год)
- Орден Святого Станислава 2-й степени (1841 год)